# Leonard Orban

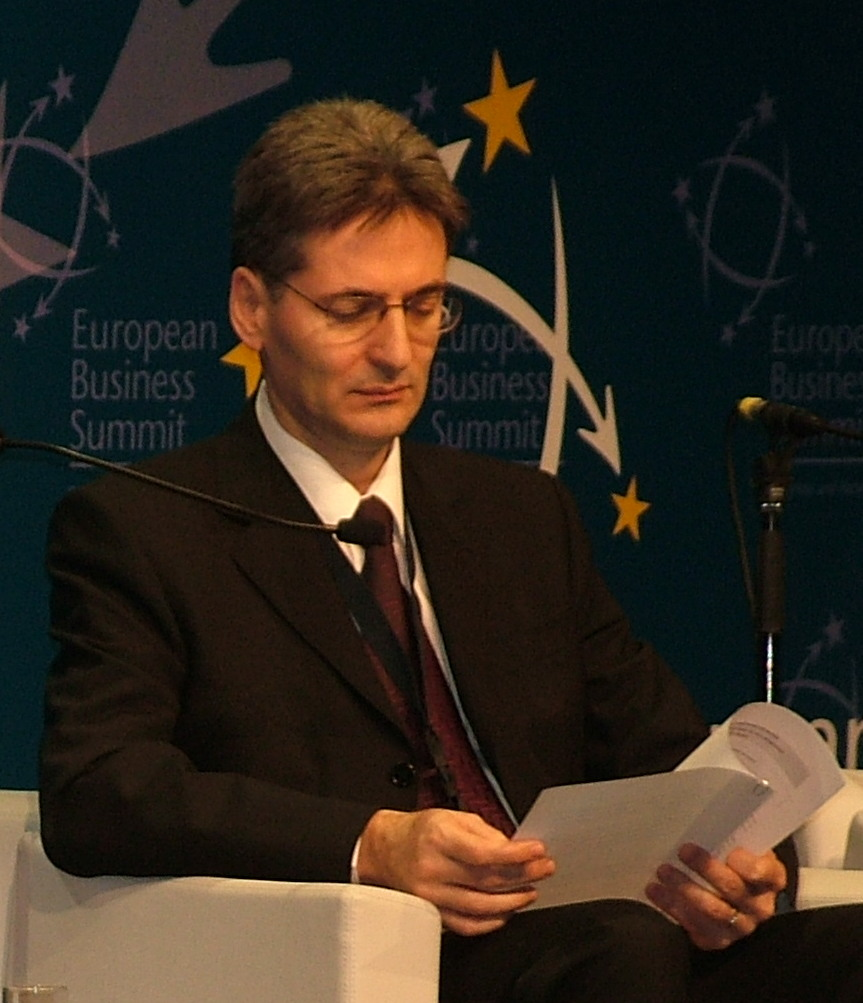
Leonard Orban

Leonard Orban (28 de junio de 1961) es un tecnócrata independiente rumano que fue Comisario Europeo por el Multilingüismo en la Comisión Europea, el brazo ejecutivo de la Unión Europea. Fue el responsable de la política de lenguas de la Unión Europea. Se ha convertido en el primer rumano en ser comisario europeo además de ser la primera persona en ocupar el área en solitario de Multilingüismo. Su mandato comenzó el 1 de enero de 2007 y concluyó el 31 de octubre de 2009.
Orban, experto en ingeniería y economía, ha sido uno de los máximos impulsores del acceso de su país a la Unión Europea, primero como diputado en la Cámara de Diputados de Rumania y más tarde como Jefe Negociador en los momentos finales de las negociaciones. Aunque no forma parte de ningún partido político, se adhiere a las posiciones liberales. Firme partidario de la integración en Europa de Rumania, también defiende un nuevo lanzamiento del tratado por el que se establece una Constitución para Europa sin modificaciones significativas en el texto.